# Disciples
Disciples (estilizado como DISCIPLΞS) é um trio de produtores ingleses composto por Nathan Vicente Duvall, Gavin Koolmon e Lucas McDermott em South London.

## Carreira

### 2013–14: Inícios
Os Disciples lançaram seu primeiro EP, Remedy, em 2013 pela New State Music. Ele foi escolhido pelo DJ Target que o apresentou no mainstream em seu programa100% HomeGrown na BBC Radio 1Xtra, da rádio BBC. Eles também lançaram a faixa "Catwalk", escolhida por Pete Tong, um DJ britânico da BBC e dono da gravadora FFRR Records. O primeiro hit foi "They Don't Know", lançado na FFRR Records em fevereiro de 2015. A BBC Radio 1 o escolheu como a "Faixa do Dia" e Pete a destacou em seu programa da BBC Radio 1 Essential Mix.

### 2015–atualmente
O trio alcançou fama internacional ao colaborar com o produtor escocês Calvin Harris em "How Deep Is Your Love", que chegou à vice-liderança da UK Singles Chart e à 27ª colocação na Billboard Hot 100. O grupo lançou o EP The Following pela FFRR Records em 24 de outubro de 2015. "How Deep Is Your Love" foi indicado ao Vídeo do Ano de um Artista Britânico and Single Britânico no Brit Awards de 2016. Em 15 de abril de 2016, os Disciples lançaram um novo single com David Guetta chamado "No Worries".

## Discografia

### Extended plays
| Título        | Detalhes                                                                                                  |
| ------------- | --- |
| Remedy        | - Lançado: 2013 - Gravadora: New State Music - Formato: Download digital                                  |
| The Following | - Lançado: 7 de novembro de 2015 - Gravadora: Parlophone, Warner Music Group - Formatos: Download digital |

### Singles
| "Catwalk"                                                                           | 2014 | —   | —  | —  | —  | — | — | —  | —  | — | —  | | Non-album singles |
| "Poison Arrow"                                                                      | 2014 | —   | —  | —  | —  | — | — | —  | —  | — | —  | | Non-album singles |
| "They Don't Know"                                                                   | 2015 | 24  | —  | 94 | —  | — | — | —  | —  | — | —  | | Non-album singles |
| "How Deep Is Your Love" (com Calvin Harris)                                         | 2015 | 2   | 1  | 1  | 16 | 2 | 4 | 10 | 2  | 6 | 27 | - BPI: 2× Platinum - ARIA: 4× Platinum - BEA: Platinum - MC: Platinum - BVMI: Platinum - FIMI: 3× Platinum - GLF: Platinum - RMNZ: Platinum | Non-album singles |
| "Mastermind"                                                                        | 2015 | —   | —  | —  | —  | — | — | —  | —  | — | —  | | The Following |
| "No Worries" (com David Guetta)                                                     | 2016 | 142 | 90 | —  | —  | — | — | —  | —  | — | —  | | data-sort-value="" style="background: #DDF; color: #2C2C2C; vertical-align: middle; text-align: center; " class="no table-no2" \| ASA |
| "Daylight"                                                                          | 2016 | —   | —  | —  | —  | — | — | —  | —  | — | —  | | data-sort-value="" style="background: #DDF; color: #2C2C2C; vertical-align: middle; text-align: center; " class="no table-no2" \| ASA |
| "On My Mind"                                                                        | 2017 | 15  | —  | 10 | —  | — | — | —  | 63 | — | —  | - BPI: Gold | data-sort-value="" style="background: #DDF; color: #2C2C2C; vertical-align: middle; text-align: center; " class="no table-no2" \| ASA |
| "Jealousy"                                                                          | 2017 | —   | —  | 87 | —  | — | — | —  | —  | — | —  | | data-sort-value="" style="background: #DDF; color: #2C2C2C; vertical-align: middle; text-align: center; " class="no table-no2" \| ASA |
| "48HRS"                                                                             | 2018 | —   | —  | 71 | —  | — | — | —  | —  | — | —  | | data-sort-value="" style="background: #DDF; color: #2C2C2C; vertical-align: middle; text-align: center; " class="no table-no2" \| ASA |
| "Atheist"                                                                           | 2018 | —   | —  | —  | —  | — | — | —  | —  | — | —  | | data-sort-value="" style="background: #DDF; color: #2C2C2C; vertical-align: middle; text-align: center; " class="no table-no2" \| ASA |
| "—" indica que o single não figurou naquela parada ou não foi lançado naquele país. |      |     |    |    |    |   |   |    |    |   |    | | |

### Outras aparições
| Título   | Ano  | Artista      | Álbum |
| -------- | ---- | ------------ | ----- |
| "Yellow" | 2015 | Robin Schulz | Sugar |